# GameFAQs
GameFAQs é um website especializado em conteúdo relacionado a videogames, guias, imagens, FAQs, códigos, análises e entre muitas outras informações. O GameFAQs foi criado em 5 de Novembro de 1995 por Jeff Veasey e depois foi vendida em 2003 para a CNET Networks.
Quase todo conteúdo da GameFAQs é contribuição de seus usuários que ao se registrarem no site pode contribuir com guias e informações e ter acesso ao fórum de mensagens. As informações são sempre revisadas antes de serem colocadas no site, privilegiando guias de melhor qualidade.